# Анди Пейков
Андрю (Анди) Димитри Пейков (на английски: Andrew (Andy) Dimitri Peykoff) е американски бизнесмен, собственик на компанията „Ниагара Ботлинг“, най-голямата семейна компания за минерална вода в САЩ за 2008 година. Пейков е наследник на фамилия с произход от кайлярското село Дебрец. Син е на основателя на компанията Андрей Пейков.